# Liste von Basketballvereinen aus der Elfenbeinküste
Diese Liste ist eine Aufstellung von Basketballvereinen aus der Elfenbeinküste.
| Verein                                              | Logo | Ort              | Nationale Meisterschaften                                                                                  | Sportstätte                      | Sonstiges und Webadresse                  | Belege        |
| --------------------------------------------------- | ---- | ---------------- | --- | -------------------------------- | ----------------------------------------- | ------------- |
| ABC Fighters                                        |      | Abidjan          | 2004, 2005, 2006, 2007, 2008, 2009, 2010, 2011, 2012, 2013, 2014, 2015, 2016, 2017, 2019, 2020, 2022, 2023 | Palais des Sports de Treichville | Männer und Frauen                         | [ 1 ]         |
| Assaoufoue                                          |      | Abidjan          | |                                  |                                           | [ 2 ]         |
| ASEC Mimosas / ASEC Mimosas                         |      | Abidjan          | Frauen: 1998                                                                                               |                                  | Männer und Frauen, Mehrspartensportverein | [ 3 ]         |
| Abidjan Azur Basketball                             |      | Abidjan          | |                                  |                                           | [ 4 ] [ 5 ]   |
| Abidjan Ramblers                                    |      | Abidjan          | |                                  |                                           |               |
| ABI Snipers                                         |      | Abidjan          | |                                  |                                           | [ 6 ] [ 7 ]   |
| JCA Abidjan (Jeunesse Club d'Abidjan)               |      | Abidjan          | |                                  | Mehrspartensportverein                    | [ 8 ]         |
| Warriors de San Andres                              |      | Abidjan          | |                                  |                                           | [ 9 ] [ 10 ]  |
| BAT                                                 |      | Abidjan          | |                                  |                                           |               |
| Africa Sports d' Abidjan                            |      | Abidjan          | | Palais des Sports de Treichville | Mehrspartensportverein, Männer und Frauen | [ 11 ]        |
| ASA                                                 |      | Abidjan          | |                                  |                                           | [ 12 ]        |
| Olympique Basket Club                               |      | Abidjan          | |                                  |                                           |               |
| Friend's Basketball Association                     |      | Abidjan          | |                                  | Frauen                                    | [ 13 ]        |
| SOA Basketball Club (Société Omnisports de l'Armée) |      | Yamoussoukro     | 2021 |                                  | Mehrspartensportverein                    | [ 14 ] [ 15 ] |
| Indenie                                             |      | Indénié-Djuablin | |                                  | Frauen                                    | [ 16 ]        |
| CSA Treichville                                     |      | Treichville      | Frauen: 2009, 2010, 2012, 2016                                                                             | Palais des Sports de Treichville | Männer und Frauen / CSA Treichville       |               |
| NCA                                                 |      |                  | |                                  | Frauen                                    | [ 17 ]        |
| HBUC                                                |      |                  | |                                  |                                           | [ 18 ]        |